# KK Cedevita Olimpija Ljubljana
Der KK Cedevita Olimpija Ljubljana (kurz: Cedevita Olimpija) ist ein slowenischer Basketballverein aus Ljubljana. 

## Geschichte
Der KK Olimpija (Košarkarski klub Olimpija) wurde 1946 gegründet. Das Team zog 2010 von der alten Spielstätte Hala Tivoli, wo sie seit 1965 spielten, in die Arena Stožice mit 12.480 Plätzen. Die Hala Tivoli wird aber auch heute noch genutzt. Der Verein spielt zurzeit in der ABA-Liga, im EuroCup sowie in der ersten slowenischen Liga. Am 8. Juli 2019 fusionierte der KK Olimpija mit dem 1991 gergündete, kroatischen Club KK Cedevita aus der Hauptstadt Zagreb zum KK Cedevita Olimpija Ljubljana. Der neue Verein wurde mit allen Rechten und Pflichten sowie den gewonnenen Titeln der Vorgängervereine ausgestattet. Die Vereinsfarben sind Grün, Orange und Weiß. Grün war schon beim KK Olimpija vertreten. Orange kam durch den Sponsor Cedevita, ein Getränkehersteller, hinzu. Das Logo ziert ein Drache. Daher auch der Spitzname der Mannschaft Zmaji (deutsch Drachen).

## Aktueller Kader
| Nr. | Nat.               | Name              | Position | Geburt     | Größe  | Info |
| --- | ------------------ | ----------------- | -------- | ---------- | ------ | ---- |
| 0   | Vereinigte Staaten | D.J. Stewart Jr.  | Guard    | 28.07.1999 | 196 cm |      |
| 3   | Slowenien          | Rok Radović       | Forward  | 04.02.2001 | 198 cm |      |
| 5   | Slowenien          | Aleksej Nikolić   | Guard    | 21.02.1995 | 191 cm |      |
| 11  | Slowenien          | Jaka Blažič       | Guard    | 30.06.1990 | 196 cm | C    |
| 19  | Kroatien           | Lovro Gnjidić     | Guard    | 18.04.2001 | 197 cm |      |
| 41  | Slowenien          | Žiga Daneu        | Center   | 10.08.2002 | 210 cm |      |
|     | Slowenien          | Miha Cerkvenik    | Guard    | 09.11.2001 | 188 cm |      |
|     | Vereinigte Staaten | Umoja Gibson      | Forward  | 04.07.1998 | 185 cm |      |
|     | Vereinigte Staaten | Joseph Girard III | Guard    | 27.11.2000 | 185 cm |      |
|     | Griechenland       | Nikos Chougkaz    | Forward  | 04.10.2000 | 208 cm |      |
|     | Frankreich         | Cameron Houindo   | Forward  | 10.01.2008 | 204 cm |      |
|     | Kroatien           | David Škara       | Forward  | 26.02.1995 | 202 cm |      |
|     | Kanada             | Thomas Kennedy    | Center   | 01.09.2000 | 206 cm |      |

| Nat.       | Name             | Position   |
| ---------- | ---------------- | ---------- |
| Montenegro | Zvezdan Mitrović | Head Coach |

| Abk. | Bedeutung                       |
| ---- | ------------------------------- |
| Nr.  | Trikotnummer                    |
| Nat. | Nationalität                    |
| C    | Mannschaftskapitän              |
| S    | Suspension                      |
|      | Verletzungsbedingte Inaktivität |

## Head Coach
- Slaven Rimac (2019–2020)
- Jurica Golemac (2020–2023)
- Miro Alilović (2023, interim)
- Simone Pianigiani (2023–2024)
- Zoran Martić (2024)
- Zvezdan Mitrović (seit 2024)

## Nicht mehr zu vergebende Nummern
- 10 – Dušan Hauptman (Guard)
- 12 – Marko Milič (Forward)
- 13 – Ivo Daneu (Guard)

## Erfolge
Mit der Fusion im Juli 2019 gingen auch die zuvor errungenen Titel der beiden Clubs an den neuen Verein über.

### KK Olimpija Ljubljana (1946–2019)
- FIBA Europacup: 1993/94
- Adriatische Basketballliga: 2001/02
- ABA Supercup: 2017
- Jugoslawischer Meister (6): 1957, 1959, 1961, 1962, 1966, 1969/70
- Slowenischer Meister (17): 1991/92, 1992/93, 1993/94, 1994/95, 1995/96, 1996/97, 1997/98, 1998/99, 2000/01, 2001/02, 2003/04, 2004/05, 2005/06, 2007/08, 2008/09, 2016/17, 2017/18
- Slowenischer Pokal (20): 1991/92, 1992/93, 1993/94, 1994/95, 1996/97, 1997/98, 1998/99, 1999/2000, 2000/01, 2001/02, 2002/03, 2004/05, 2005/06, 2007/08, 2008/09, 2009/10, 2010/11, 2011/12, 2012/13, 2016/17
- Slowenischer Supercup (8): 2003, 2004, 2005, 2007, 2008, 2009, 2013, 2017

### KK Cedevita Zagreb (1991–2019)
- Kroatischer Meister (5): 2013/14, 2014/15, 2015/16, 2016/17, 2017/18
- Kroatischer Pokal (7): 2011/12, 2013/14, 2014/15, 2015/16, 2016/17, 2017/18, 2018/19
- Kroatischer Supercup (2): 2011, 2015

### KK Cedevita Olimpija Ljubljana (seit 2019)
- Slowenischer Meister (5): 2020/21, 2021/22, 2022/23, 2023/24, 2024/25
- Slowenischer Pokal (4): 2021/22, 2022/23, 2023/24, 2024/25
- Slowenischer Supercup (5): 2020, 2021, 2022, 2023, 2024